# Peršaja Liha 2013
La Peršaja Liha 2013 è stata la 23ª edizione della seconda serie del campionato bielorusso di calcio. La stagione è iniziata il 20 aprile 2013 ed è terminata il 23 novembre successivo.

## Stagione

### Novità
Al termine della passata stagione, è salito in massima serie il Dnjapro Mahilëŭ. È retrocesso in Druhaja liha il Rudzensk.
Dalla Vyšėjšaja Liha 2012 non vi è stata nessuna retrocessione. Dalla Druhaja liha sono saliti Smaljavičy-STI, Beltranshaz e Islač.
Il DSK-Homel' non si è iscritto al campionato per motivi economici ed è stato rimpiazzato dal Minsk-2.
Il Beltranshaz ha cambiato denominazione in Slonim.

### Formula
Le sedici squadre si affrontano due volte, per un totale di trenta giornate.
La prima classificata, viene promossa in Vyšėjšaja Liha 2014. La seconda, invece, disputa uno spareggio promozione-retrocessione con la penultima classificata della Vyšėjšaja Liha 2013. Le ultime due, infine, retrocedono in Druhaja liha.

## Classifica finale
|  | Pos. | Squadra            | Pt | G  | V  | N  | P  | GF | GS | DR  |
|  | ---- | ------------------ | -- | -- | -- | -- | -- | -- | -- | --- |
|  | 1.   | Sluck              | 66 | 30 | 19 | 9  | 2  | 54 | 19 | +35 |
|  | 2.   | Haradzeja          | 60 | 30 | 18 | 6  | 6  | 68 | 32 | +36 |
|  | 3.   | Vicebsk            | 55 | 30 | 16 | 7  | 7  | 40 | 29 | +11 |
|  | 4.   | Lida               | 52 | 30 | 15 | 7  | 8  | 53 | 38 | +15 |
|  | 5.   | Bjaroza-2010       | 50 | 30 | 14 | 8  | 8  | 44 | 30 | +14 |
|  | 6.   | Smarhon'           | 46 | 30 | 13 | 7  | 10 | 45 | 35 | +10 |
|  | 7.   | Hranit Mikašėvičy  | 45 | 30 | 12 | 9  | 9  | 42 | 31 | +11 |
|  | 8.   | Smaljavičy-STI     | 44 | 30 | 12 | 8  | 10 | 50 | 37 | +13 |
|  | 9.   | Islač              | 41 | 30 | 11 | 8  | 11 | 39 | 37 | +2  |
|  | 10.  | Chimik Svetlahorsk | 41 | 30 | 11 | 8  | 11 | 37 | 36 | +1  |
|  | 11.  | Chvalja Pinsk      | 39 | 30 | 11 | 6  | 13 | 30 | 40 | -11 |
|  | 12.  | Vedryč-97 Rėčyca   | 39 | 30 | 9  | 12 | 9  | 47 | 36 | +11 |
|  | 13.  | Slonim             | 34 | 30 | 7  | 13 | 10 | 38 | 45 | -7  |
|  | 14.  | Minsk-2            | 26 | 30 | 7  | 5  | 18 | 32 | 49 | -17 |
|  | 15.  | SKVIČ Minsk        | 12 | 30 | 3  | 3  | 24 | 21 | 63 | -42 |
|  | 16.  | Polack             | 10 | 30 | 2  | 4  | 24 | 10 | 92 | -82 |

Legenda:
      Promossa in Vyšėjšaja Liha 2014.
   Ammesso allo spareggio promozione-retrocessione.
      Retrocessa nelle Druhaja Liha 2014
Note:
Tre punti a vittoria, uno a pareggio, zero a sconfitta.

## Spareggio promozione-retrocessione
|                 | Risultati |                 | Luogo e data             |
| --------------- | --------- | --------------- | ------------------------ |
| Dnjapro Mahilëŭ | 3 - 1     | Haradzeja       | Mahilëŭ, 4 dicembre 2013 |
| Haradzeja       | 0 - 0     | Dnjapro Mahilëŭ | Minsk, 8 dicembre 2013   |
|                 |           |                 |                          |